# Rodrigo Garza Barbero
Rodrigo Garza Barbero   (Madrid, 3 de desembre de 1979) és un jugador d'hoquei sobre herba espanyol, guanyador d'una medalla olímpica.
Membre del Club de Campo Villa de Madrid i posteriorment del HC Bloemendaal, va participar, als 20 anys, en els Jocs Olímpics d'Estiu de 2000 realitzats a Sydney (Austràlia), on va finalitzar novè en la competició masculina d'hoquei sobre herba. En els Jocs Olímpics d'Estiu de 2004 realitzats a Atenes (Grècia) aconseguí guanyar un diploma olímpic en finalitzar quart i en els Jocs Olímpics d'Estiu de 2008 realitzats a Pequín (República Popular de la Xina) guanyà la medalla de plata en finalitzar segon.
Al llarg de la seva carrera ha guanyat una medalla de bronze en el Campionat del Món d'hoquei sobre herba, tres en el Campionat d'Europa, una d'or i dues de plata, així com quatre medalles en el Champions Trophy, una d'or, una de plata i dues de bronze.